# Comuna Biertan, Sibiu
Biertan (în dialectul săsesc Birthälm, Bierthalmen, Bierthalm, în germană Birthälm, Birthalmen, în maghiară Berethalom) este o comună în județul Sibiu, Transilvania, România, formată din satele Biertan (reședința), Copșa Mare și Richiș.

## Demografie
Componența etnică a comunei Biertan
     Români (66,19%)
     Romi (19,83%)
     Germani (3,22%)
     Maghiari (2,32%)
     Alte etnii (0,27%)
     Necunoscută (8,17%)
Componența confesională a comunei Biertan
     Ortodocși (68,74%)
     Greco-catolici (12,06%)
     Penticostali (4,78%)
     Evanghelici luterani (2,41%)
     Reformați (1,47%)
     Alte religii (2,05%)
     Necunoscută (8,49%)
Conform recensământului efectuat în 2021, populația comunei Biertan se ridică la 2.239 de locuitori, în scădere față de recensământul anterior din 2011, când fuseseră înregistrați 2.590 de locuitori. Majoritatea locuitorilor sunt români (66,19%), cu minorități de romi (19,83%), germani (3,22%) și maghiari (2,32%), iar pentru 8,17% nu se cunoaște apartenența etnică. Din punct de vedere confesional, majoritatea locuitorilor sunt ortodocși (68,74%), cu minorități de greco-catolici (12,06%), penticostali (4,78%), evanghelici luterani (2,41%) și reformați (1,47%), iar pentru 8,49% nu se cunoaște apartenența confesională.

## Politică și administrație
Comuna Biertan este administrată de un primar și un consiliu local compus din 11 consilieri. Primarul, Mircea-Mihai Dragomir[*], de la Partidul Național Liberal, este în funcție din 2012. Începând cu alegerile locale din 2024, consiliul local are următoarea componență pe partide politice:
|  | Partid                          | Consilieri | Componența Consiliului | Componența Consiliului | Componența Consiliului | Componența Consiliului | Componența Consiliului | Componența Consiliului |
|  | ------------------------------- | ---------- | ---------------------- | ---------------------- | ---------------------- | ---------------------- | ---------------------- | ---------------------- |
|  | Partidul Național Liberal       | 6          |                        |                        |                        |                        |                        |                        |
|  | Partidul Social Democrat        | 3          |                        |                        |                        |                        |                        |                        |
|  | Alianța pentru Unirea Românilor | 2          |                        |                        |                        |                        |                        |                        |

## Personalități
- Arthur Martin Phleps (1881- septembrie 1944), general. A fost militar în armata austro-ungară, apoi după 1918 în armata regală română. După începerea războiului impotriva URSS s-a înscris la Waffen SS, comandând o perioadă celebra divizie de vânători de munte "7 Freiwilligen Gebirgsdivision der Waffen SS - Prinz Eugen". A organizat evacuarea sașilor din Transilvania din 5 septembrie 1944.[9]
- Sara Römischer a locuit îndelungat în Biertan; a trecut la cele veșnice în anul 2006. Deși nu a fost faimoasă în tradiționalul sens al cuvântului, povestea ei este reprezentativă pentru ceea ce au trăit mulți sași și șvabi din Transilvania și Banat, după Al Doilea Război Mondial. Sara a fost deportată în Siberia în 1945, într-o zi insorită de ianuarie. A supraviețuit, și după cinci ani grei s-a întors în satul natal Biertan pentru a-și crește copiii, în continuare cu foarte mari greutăți. Vizitați Siebenbürgische Zeitung pentru o traducere in limba engleza a povestii ei cutremuratoare, sau vizitati pagina in limba germana

## Primarii comunei
- 1996[10] - 2000 - Oniga Vasile, de la PDAR
- 2000[11] - 2004 - Rațiu Cornel, de la CDR
- 2004[12] - 2008 - Rațiu Cornel, de la PSD
- 2008[13] - 2012 - Rațiu Cornel, de la PSD
- 2012[14] - 2016 - Mircea-Mihai Dragomir, de la PDL
- 2016[15] - 2020 - Mircea-Mihai Dragomir, de la PNL

## Monumente
- Biserica fortificată din Biertan, sec. XII-XV, cu valorosul altar de la Biertan, sec. al XV-lea

## Galerie de imagini

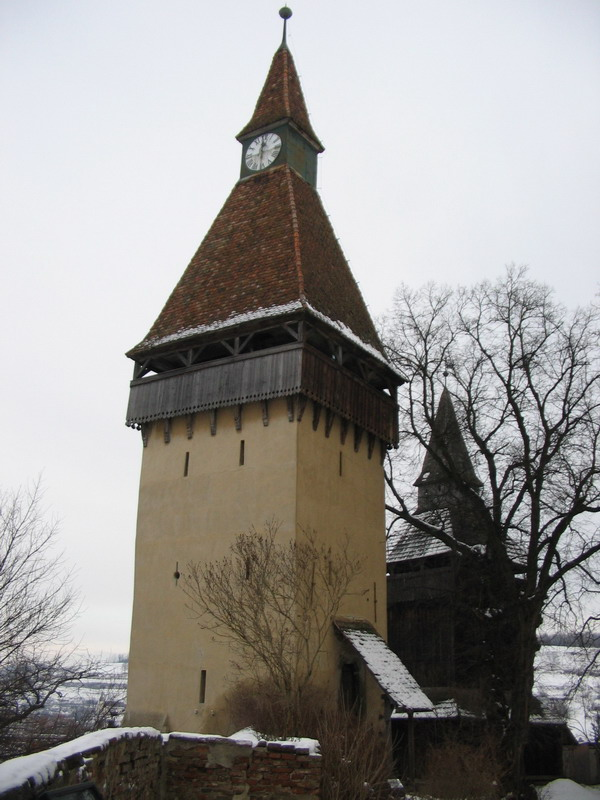
Turn
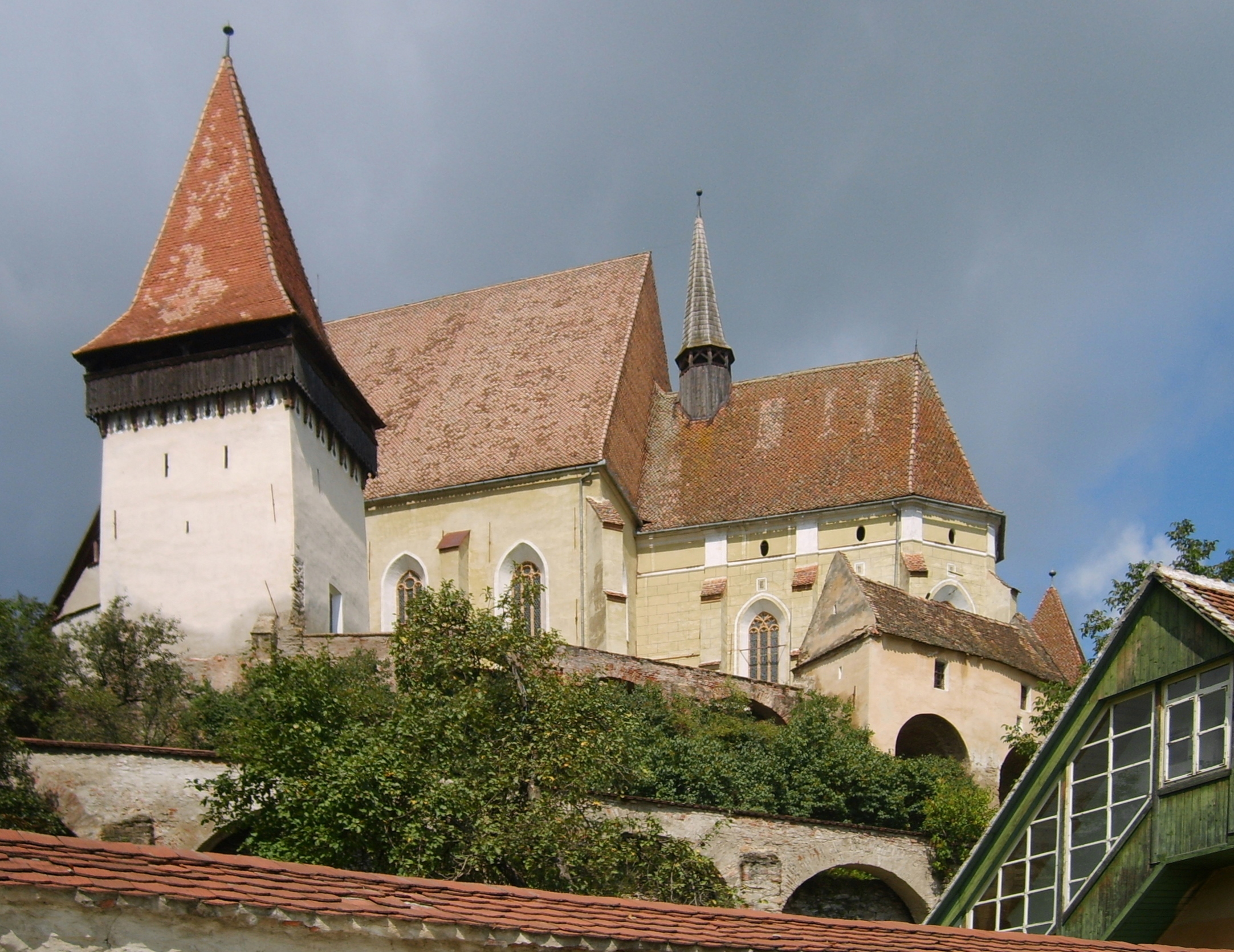
Biserica fortificată - se vede sistemul de 3 ziduri fortificate
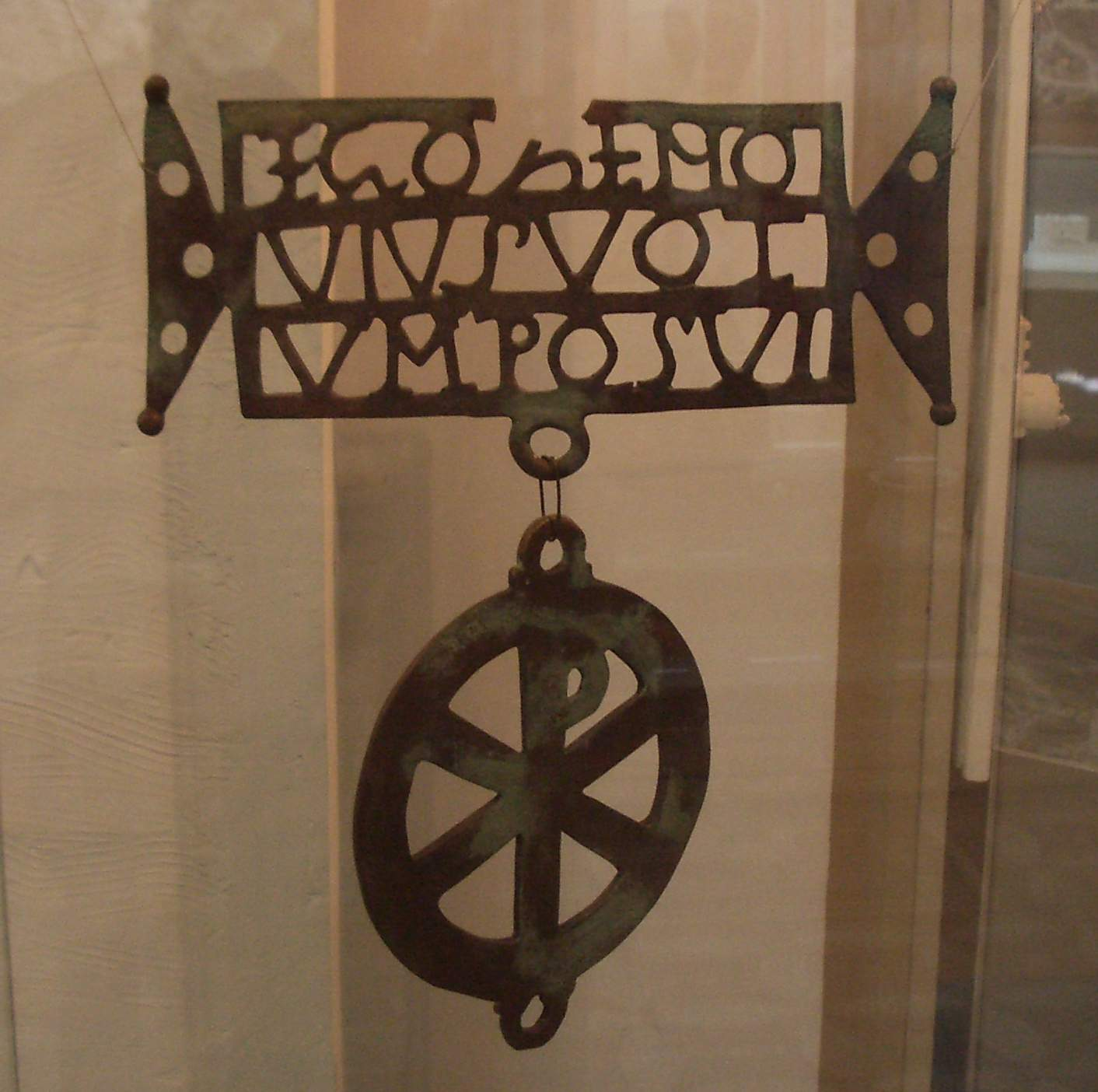
Donariul de la Biertan
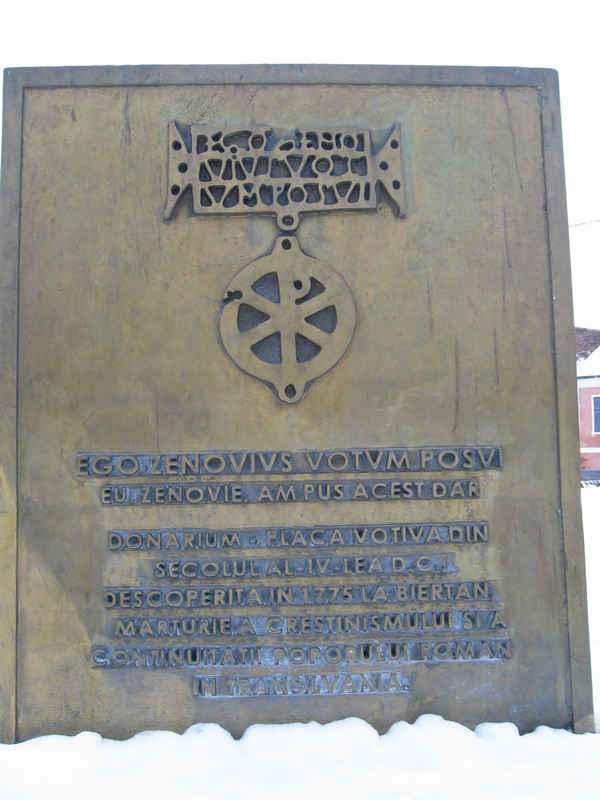
Placă comemorativă a descoperirii donariului
Fosta casă Sara Römischer de pe vechea stradă „Kirchgasse” din Biertan
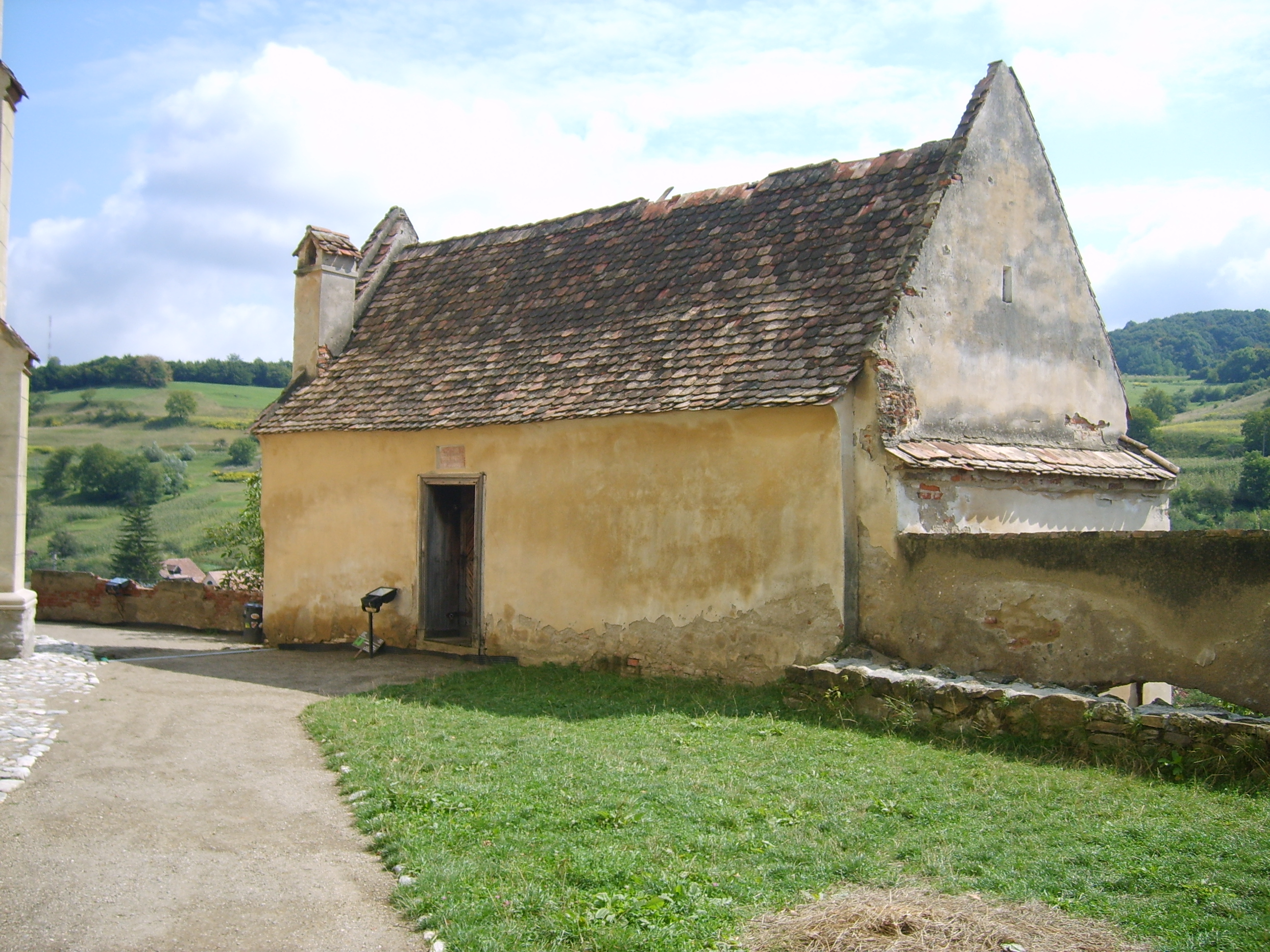
Această clădire mică se află lângă biserică (exista obiceiul ca aici să fie închişi timp de 2 săptămâni cuplurile care doreau să divorţeze)
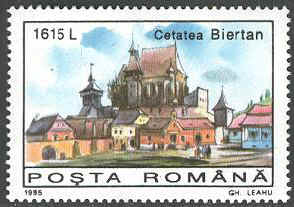
Timbru reprezentând localitatea Biertan